# 热尔 (上比利牛斯省)
热尔（法語：Ger，法語發音：[ʒɛʁ]）是法国上比利牛斯省的一个市镇，位于该省西部，属于阿热莱斯加佐斯特区。

## 地理
热尔（43°3'16"N, 0°2'23"W）面积1.94 平方千米，位于法国奧克西塔尼大區上比利牛斯省，该省份为法国西南部内陆省份，北至热尔省，西接大西洋比利牛斯省，南与西班牙接壤，东临上加龙省。
与热尔接壤的市镇（或旧市镇、城区）包括：吕加尼昂、阿戈斯-维达洛斯、贝尔贝吕斯特-利亚斯、热村、圣克雷阿克、维热。

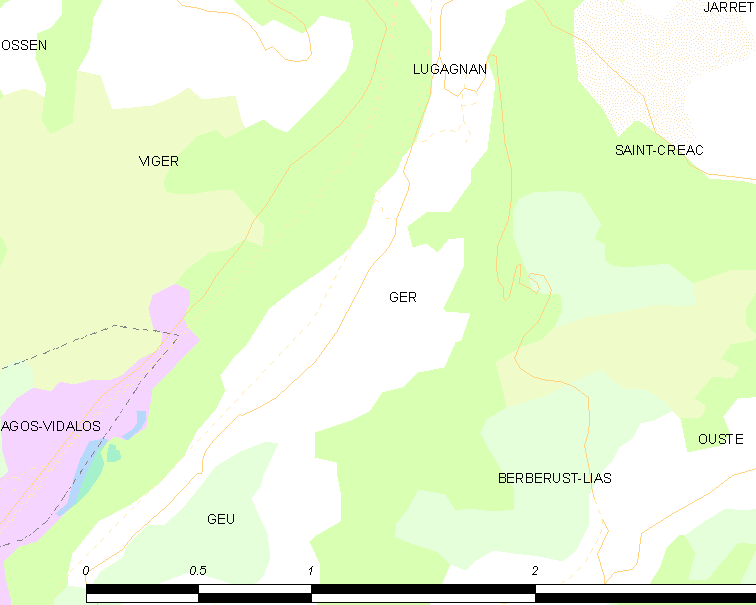
的OSM定位图

热尔的时区为UTC+01:00、UTC+02:00（夏令时）。

## 行政
热尔的邮政编码为65100，INSEE市镇编码为65197。

## 政治
热尔所属的省级选区为卢尔德第二县。

## 人口

1962-2008年间人口变化图示

热尔于2022年1月1日时的人口数量为158人。